# GNL3
La proteína 3 de unión al nucleótido guanina (GNL3) es una proteína codificada en humanos por el gen GNL3.

## Interacciones
La proteína GNL3 ha demostrado ser capaz de interaccionar con:
- Mdm2[4]
- p53[2]